# Arion lusitanicus
Loche méridionale
Ne doit pas être confondu avec Arion vulgaris, qui partage les mêmes noms vernaculaires.
Espèce
Statut de conservation UICN

 LC : Préoccupation mineure
Arion lusitanicus, la Loche méridionale, est une espèce de mollusques gastéropodes de la famille des Arionidae.

## Description
Cette limace est de couleur (en) brun foncé, avec une teinte jaunâtre et deux bandes brun clair sur le dos et le manteau. Elle peut mesurer jusqu'à 88 mm.

## Répartition

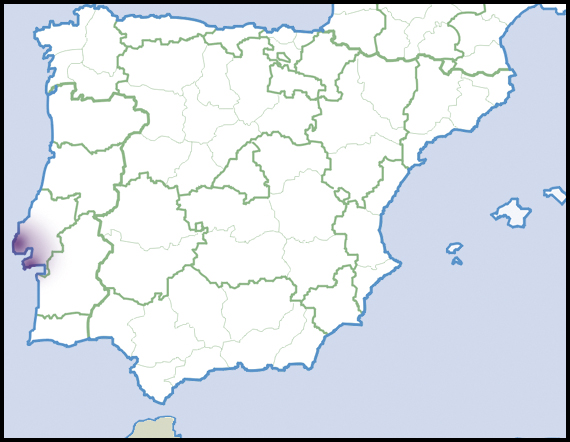
Carte de l'aire de répartition d’Arion lusitanicus.

Cette loche est endémique du Portugal. Elle se rencontre dans la région de Lisbonne, dans le Centre-Ouest du pays.

## Étymologie et dénomination
L'épithète spécifique lusitanicus vient du nom latin de la Lusitanie, province romaine qui correspond en grande partie au Portugal actuel.
Les noms vernaculaires attestés en français sont « Loche méridionale », « Limace espagnole »,, « Loche portugaise », « Arion rouge » et « Limace rouge ».

## Taxonomie

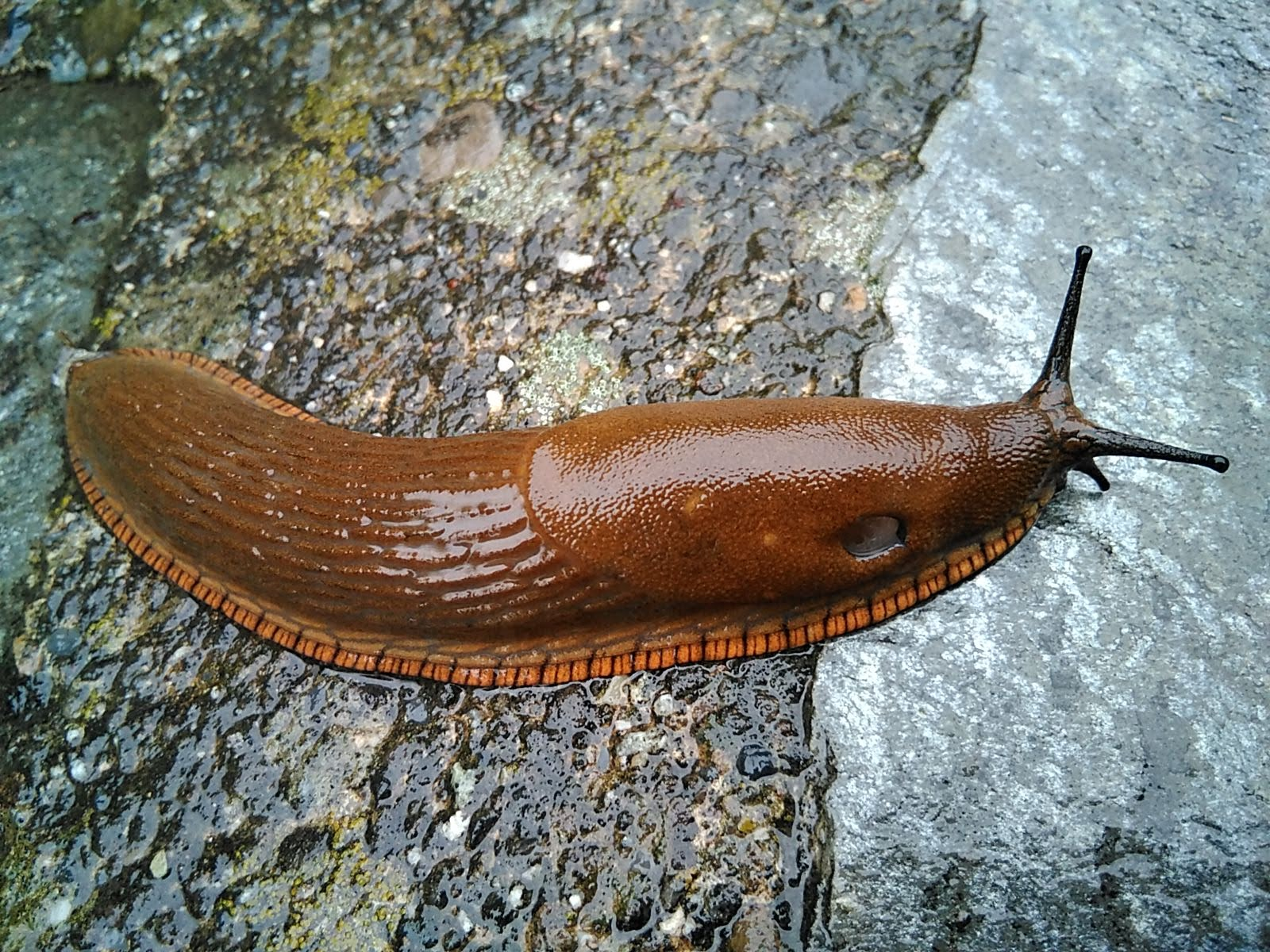
Arion vulgaris, espèce encore souvent confondue avec A. lusitanicus.

L'espèce a été décrite en 1868 par le malacologiste français Jules François Mabille.
Dans la littérature scientifique, Arion lusitanicus Mabille, 1868 est souvent confondu avec A. vulgaris Moquin-Tandon, 1855, où ce dernier a longtemps été nommé par erreur Arion lusitanicus auct. non (en) Mabille. Il constitue en réalité une espèce largement répandue en Europe, considérée comme envahissante dans de nombreux pays. Compte tenu de cela, les deux espèces partagent les mêmes noms vernaculaires dans de nombreuses publications et sont encore souvent associés dans les bases de données taxonomiques.

## Arion lusitanicuset l'Homme
Arion lusitanicus est considéré comme une « espèce de préoccupation mineure » (LC : least concern) par la liste rouge de l'UICN.

### Protologue
- Jules François Mabille, Archives malacologiques. Troisième fascicule [Des Limaciens européens. Zonites dutaillyanus], Paris, F. Savy, 1er mars 1868, 33-54 p. (lire en ligne)